# Resolution 1987 des UN-Sicherheitsrates
Die Resolution 1987 des UN-Sicherheitsrats wurde am 17. Juni 2011 durch Akklamation angenommen. In der Resolution empfiehlt der Sicherheitsrat der Generalversammlung der Vereinten Nationen, den Generalsekretär der Vereinten Nationen, Ban Ki-moon für eine zweite Amtszeit zu wählen.
Ursprünglich sollte die Entscheidung schon einen Tag zuvor fallen. Sie wurde verschoben, weil die Gruppe der lateinamerikanischen und karibischen Staaten sich nicht für Ban aussprechen wollte. Auf die Entscheidung hat dies allerdings keinen Einfluss, da die Generalversammlung den Generalsekretär auf Empfehlung des Sicherheitsrats wählt.
Am 21. Juni 2011 wurde Ban Ki-moon von der Generalversammlung für eine zweite Amtszeit vom 1. Januar 2012 bis 31. Dezember 2016 gewählt.